# Кобл, Боб
Роберт Кобл — мэр Колумбии (Южная Каролина, США) в 1990-2010 годах.
До вступления в должность политик работал в администрации Ричланда с 1985 по 1988 год. Среди основных приоритетов Боба Кобла значится борьба с преступностью, улучшение жизни города, а также его экономическое развитие и повышение инвестиционной привлекательности. Более того, политик и его жена организовали фонд «First Ladies Walk For Life» с тем, чтобы обратить внимание общественности на проблему рака груди. Также при посредничестве мэра Колумбии с 1991 года проводится Ежегодная Премия, выявляющая лучшего служащего компаний, который внес значительный вклад в развитие города, а также поощряет волонтерские настроения среди своих подчиненных.
За службу Кобл был удостоен целого ряда государственных наград, в числе которых, например, Посол года (2004 г.).
Боб Кобл проявил себя и как замечательный семьянин: он и его жена Бетти являются родителями шестерых детей, а совсем недавно на свет появился их первый внук. Мэр Колумбии, помимо всего прочего, ведет воскресную школу в методистской церкви Trenholm Road и на протяжении многих лет являлся лидером местных бой-скаутов.